# Varennes-Changy
Varennes-Changy – miejscowość i gmina we Francji, w Regionie Centralnym, w departamencie Loiret.
Według danych na rok 1990 gminę zamieszkiwało 1259 osób, a gęstość zaludnienia wynosiła 42 osoby/km² (wśród 1842 gmin Regionu Centralnego Varennes-Changy plasuje się na 312. miejscu pod względem liczby ludności, natomiast pod względem powierzchni na miejscu 339.).